# Анђео пакла
Анђео пакла је 30-минутни Би-Би-Сијев (BBC) документарни филм из 1994. године аутора Кристофер Хиченс о Мајци Терези. Филм је претеча његове књиге Мисионарска поза (The Missionary Position). Тврди да је Мајка Тереза бодрила сиромашне да прихвате своју судбину, док је богате приказивала као људе који су од Бога повлашћени. Хитченс и Тарик Али су написали сценарио за филм.
Измећу осталог наводи да и поред бројних високих донација, хосписи Мајке Терезе уопште се нису променили током 25 година. Бивша волонтерка у болницама Мајке Терезе, Mary Loudon у филму каже да су то биле установе „у којима се онима који умиру и онима који су погођени болестима не даје ништа јаче од аспирина као ублаживач боли ... и где се прљаве игле перу хладном водом да би затим биле изнова коришћене”.